# مهرداد، ساتراپ کاپادوکیه
میترادات (مهرداد) ساتراپ هخامنشی کاپادوکیه و لیکائونیا در اواخر قرن پنجم پیش از میلاد بوده‌است.  این گفته توسط گزنفون ذکر شده است.  او احتمالاً همان میترادات بود که کوروش جوان را همراهی کرد. با این حال، او لزوماً میترادات نبود که باعث مرگ کوروش شد و خود در عواقب آن کشته شد.
بیان شده است که فارناباز دوم، ساتراپ فریگیه هلسپونت (۴۱۳-۳۷۳ پ.م.)، پسر فارناک دوم، نشان داده شده است که در اواخر قرن پنجم قبل از میلاد، زمانی که فارناباز اخیراً به این مقام رسیده بود، فرمانروایی و قلمروهای خود را با برادرانش تقسیم کرد. میترادات، ساتراپ کاپادوکیه، احتمالاً یکی از این برادران بوده است. آریوبرزن یکم کیوس نیز ممکن است یکی از آن برادران باشد.